# Christian Kiening
Christian Kiening (* 1962 in München) ist ein deutscher Literatur-, Kultur- und Medienwissenschaftler. Er lehrt als Ordinarius für Deutsche Literatur an der Universität Zürich.

## Leben
Kiening studierte Deutsche Philologie, Geschichte und Philosophie in München. 1989 wurde er dort mit einer Dissertation zu Wolfram von Eschenbachs Willehalm bei Hans Fromm promoviert. 1992/93 war er Fellow an der Maison des Sciences de l’Homme in Paris. 1995/96 folgte eine Habilitationsschrift zu Johannes’ von Tepl Ackermann. Seit 2000 ist er Ordinarius für germanistische Mediävistik an der Universität Zürich (Nachfolge Alois Maria Haas).
Kiening forscht und lehrt über die mittelhochdeutsche Literatur. Seine Forschungsinteressen sind die Darstellung des Todes im späten Mittelalter, das Erzählen im Mittelalter, spezifisch mittelalterliche Sinnmuster (wie das der Familie) sowie die Medialität und Materialität mittelalterlicher Literatur.
Er ist Mitherausgeber der Deutschen Vierteljahrsschrift für Literaturwissenschaft und Geistesgeschichte, der Altdeutschen Textbibliothek, der Schriftenreihen Historische Semantik, Medienwandel – Medienwechsel – Medienwissen, Philologie der Kultur und Mediävistische Perspektiven.

## Publikationen (Auswahl)
- Weltphilologie. Verheißungen der Moderne. Wallstein, Göttingen 2025, ISBN 978-3-8353-5870-6.
- Die Absoluten. Auf der Suche nach dem wahren Film. Wallstein, Göttingen 2024, ISBN 978-3-8353-5631-3.
- Das Mittelalter der Gegenwart. Poetische Zeitenräume. Wallstein, Göttingen 2023, ISBN 978-3-8353-5505-7.
- Erfahrung der Zeit. 1350–1600, Wallstein, Göttingen 2022, ISBN 978-3-8353-5124-0.
- Fortunatus. Eine dichte Beschreibung, mit Beiträgen von Pia Selmayr, Chronos, Zürich 2022, ISBN  978-3-0340-1649-0.
- mit Hannes Koller: Narrative Mikroökonomien der frühen Neuzeit. Am Beispiel von Wickrams Rollwagenbüchlein, Chronos, Zürich 2021, ISBN  978-3-0340-1650-6.
- Poetik des Kalenders in der Zeit des frühen Buchdrucks. Studien und Texte. Chronos, Zürich 2020, ISBN  978-3-0340-1574-5.
- Letzte Züge. Eine Geschichte. weissbooks.w, Frankfurt am Main 2018, ISBN 978-3-86337-126-5.
- Fülle und Mangel. Medialität im Mittelalter. Zürich, Chronos 2016, ISBN 978-3-0340-1354-3.
- Literarische Schöpfung im Mittelalter. Wallstein, Göttingen 2015, ISBN 978-3-8353-1786-4.
- Das Mittelalter der Moderne. Rilke – Pound – Borchardt. Wallstein, Göttingen 2014, ISBN 978-3-8353-1505-1.
- Zwischen Körper und Schrift. Texte vor dem Zeitalter der Literatur. Fischer Digital, Frankfurt am Main 2014, ISBN 978-3-596-30075-4.
- mit Ulrich Johannes Beil: Urszenen des Medialen. Von Moses zu Caligari. Wallstein, Göttingen 2012, ISBN 978-3-8353-1127-5.
- Mystische Bücher. Chronos, Zürich 2011, 2. durchgesehene Aufl. 2015, ISBN  978-3-0340-1104-4.
- Unheilige Familien. Sinnmuster mittelalterlichen Erzählens, Königshausen & Neumann, Würzburg 2009, ISBN 978-3-8260-4229-4.
- Das wilde Subjekt. Kleine Poetik der Neuen Welt. Vandenhoeck und Ruprecht, Göttingen 2006, ISBN 978-3-525-36709-4.
- Zwischen Körper und Schrift. Texte vor dem Zeitalter der Literatur. Fischer, Frankfurt am Main 2003, ISBN 978-3-596-15951-2.
- Das andere Selbst. Figuren des Todes an der Schwelle zur Neuzeit. Fink, München 2003, ISBN 978-3-7705-3819-5.
- Schwierige Modernität. Der Ackermann des Johannes von Tepl und die Ambiguität historischen Wandels. Niemeyer, Tübingen 1998, ISBN 978-3-484-89113-5.
- Reflexion – Narration. Wege zum »Willehalm« Wolframs von Eschenbach. Niemeyer, Tübingen 1991 (= Hermaea. Neue Folge 63), ISBN 978-3-484-15063-8.